# Schmidtiana
Schmidtiana es un género de escarabajos longicornios.

## Especies
- Schmidtiana apicalis
- Schmidtiana bicolor
- Schmidtiana borneensis
- Schmidtiana borneoensis
- Schmidtiana borrei
- Schmidtiana boudanti
- Schmidtiana evertsi
- Schmidtiana fuscocyanicollis
- Schmidtiana gertrudis
- Schmidtiana hayashii
- Schmidtiana heyrovskyi
- Schmidtiana huegeli
- Schmidtiana ilocana
- Schmidtiana insignita
- Schmidtiana javanica
- Schmidtiana legrandi
- Schmidtiana ochracea
- Schmidtiana palawana
- Schmidtiana shinkaii
- Schmidtiana spinicollis
- Schmidtiana sumatrana
- Schmidtiana testaceicornis
- Schmidtiana violaceothoracica